# Maddalena Ventura con il marito e il figlio
Maddalena Ventura con il marito e il figlio (o Donna barbuta) è un dipinto a olio su tela (196×127 cm) di Jusepe de Ribera, parte della collezione della Fundación Casa Ducal de Medinaceli e conservato presso il Museo del Prado di Madrid. Per la rarità del soggetto raffigurato, il dipinto è uno dei più insoliti nella pittura europea del Seicento.

## Storia
Sui due blocchi di pietra sulla destra del dipinto è leggibile una lunga epigrafe in latino che permette di conoscere la storia dei soggetti raffigurati:
MIRACVLVM  

MAGDALENA VENTVRA EX- 

OPPIDO ACVMVLI APVD 

SAMNITES VVLGO, EL A-

BRVZZO REGNI, NEAPOLI-

TANI ANNVRVM 52 ET  

QVOD INSOLENS EST CV[M]  

ANNVM 37 AGERET COE-  

PIT PUBESCERE EOQVE 

BARBA DEMISSA AC PRO-  

LIXA EST VI POTIVS  

ALCIVIOS MAGISTRI BARBATI  

ESSE VIDEATVR QVAM MV-  

LIERIS QVAE TRES FILIOS  

ANTE AMISERIT QVOS EX  

VIRO SVO FELICI DE AMICI  

QVEM ADESSE VIDES HA-  

BVERAT.
JOSEPHVS DE RIBERA HIS- 

PANVS CHRISTI CRVCE  

INSIGNITVS SVI TEM-

PORIS ALTER APELLES  

IVSSV FERDINANDE II  

DVCIS III DE ALCALA
NEAPOLI PROREGIS AD 

VIVVM MIRE DEPINXIT  

XIIIJ KALEND. MART.  

ANNO MDCXXXI»
Maddalena Ventura 

dalla città di Accumoli 

presso i Sanniti, dall'Abruzzo 

del Regno di Napoli, di anni 52 

e ciò che è inusuale è che

quando aveva 37 anni di età 

inizio a coprirsi di peli e 

a sviluppare una barba così lunga 

e rigogliosa che potresti vederla 

su un maestro barbuto 

piuttosto che su una donna 

che in precedenza ha dato tre figli 

a suo marito Felice de Amici, 

che vedi vicino a lei. 

Jusepe de Ribera

spagnolo insignito della

Croce di Cristo

nuovo Apelle del suo tempo

su incarico di Ferdinando II

3° duca di Alcalà viceré di Napoli

dipinse straordinariamente dal vivo

16 febbraio

anno 1631»
(Jusepe de Ribera, Iscrizione sul dipinto)
Da essa conosciamo che la protagonista del dipinto si chiamava Maddalena Ventura ed era originaria di Accumoli; durante una gravidanza, dopo che aveva già partorito tre figli, all'età di 37 anni cominciò a sviluppare una folta barba e a 52 anni, nel 1631, si trasferì a Napoli chiamata dal viceré, dove fu oggetto di curiosità come "grande miracolo della natura".
L'epigrafe conferma che il dipinto fu eseguito su commissione del viceré di Napoli Fernando Afán de Ribera, duca di Alcalá, da "Jusepe de Ribera spagnolo, insignito della croce di Cristo, nuovo Apelle del suo tempo". Il dipinto è datato 16 febbraio 1631.
 

Le circostanze della realizzazione del quadro sono documentate anche da una lettera dell'ambasciatore di Venezia dell'11 febbraio 1631. Della sua visita al palazzo reale di Napoli l'ambasciatore racconta che: 

## Descrizione
Il dipinto raffigura una donna con il volto coperto da una folta barba e di corporatura massiccia, intenta ad allattare al seno il neonato che porta in braccio. Alla sua destra, in penombra e in posizione arretrata, si trova il marito.

Si tratta di un'opera di carattere documentaristico, che vuole ritrarre questa atipicità di una donna con barba e altre fattezze solitamente maschili. Per questo la protagonista viene ritratta con la sua famiglia, in particolare il marito e un figlio neonato  che viene allattato al grande seno tondeggiante, unica nota di femminilità assieme all'abito.
Le figure sono ritratte a figura piena in una stanza scura, mentre guardano con intensità verso lo spettatore. Con uno stile che si rifà allo stile caravaggesco, il dipinto è caratterizzato da una generale oscurità dalla quale la luce fa emergere alcuni elementi.
L'autore ritrae la coppia, avanti con gli anni, con uno stile molto realistico e allo stesso tempo rispettoso. L'epidermide solcata dai segni del tempo è raffigurata con estrema precisione, così come i dettagli degli abiti, dal grembiule al colletto. L'espressione quasi rassegnata della donna e del marito suscitano nello spettatore simpatia e rispetto e non derisione.
Sulla destra del dipinto si scorgono dei blocchi di pietra su cui è incisa un'iscrizione in caratteri latini, sopra i quali si trovano posati un fuso, un arcolaio e un filo di lana, tipici attributi femminili che ribadiscono la vera identità della figura centrale del ritratto.

## Opere simili
Il ritratto di Maddalena Ventura è uno dei pochissimi dipinti che raffigurano donne affette da irsutismo. Tra le altre opere è possibile citare il ritratto di Brígida de los Ríos, una donna cinquantenne conosciuta come la "Barbuda de Peñaranda" raffigurata con una folta barba ed una evidente calvizie, realizzato nel 1590 dal pittore spagnolo Juan Sánchez Cotán e conservato al Museo del Prado a Madrid.